# Weverson Leandro Oliveira Moura
Weverson Leandro Oliveira Moura (sinh ngày 12 tháng 5 năm 1993) là một cầu thủ bóng đá người Brasil.

## Đội tuyển bóng đá quốc gia Brasil
Weverson Leandro Oliveira Moura thi đấu cho đội tuyển bóng đá quốc gia Brasil từ năm 2013.